# Ambystoma granulosum
Ambystoma granulosum är en groddjursart som beskrevs av Edward Harrison Taylor 1944. Ambystoma granulosum ingår i släktet Ambystoma och familjen mullvadssalamandrar. Arten är endemisk för centrala Mexiko.

## Taxonomi
Inga underarter finns listade i Catalogue of Life. Däremot är den taxonomiska statusen mellan denna art och de två närstående arterna Ambystoma lermaense och Ambystoma rivularis osäker, och kräver ett fortsatt studium.

## Beskrivning
De vuxna individerna är krämfärgade till ljust olivbruna med flera, mörka fläckar. Larverna är ljust köttfärgade, opigmenterade utom på den övre delen av stjärtfenan.

## Utbredning
Arten troddes tidigare endast finnas på ett litet område i nordvästra utkanten av staden Toluca de Lerdo i delstaten México i centrala Mexiko. Fortsatta undersökningar har emellertid givit en klarare bild, och arten finns inte bara i nordvästra México, utan även i den angränsande delstaten Michoacán. Totala ytan av utbredningsområdet är 9 087 km2.

## Status
IUCN har sänkt rödlistenivån från akut hotad ("CR") 2008 till starkt hotad ("EN") 2019. Populationen minskar emellertid fortfarande, främst på grund av införda rovfiskar och habitatförlust till följd av byggnation, vägbyggnad, skogsbruk med timmerflottning och vattenregleringar. Salamanderbeståndet har även smittats av svampsjukdomen chytridiomycos, som oftast leder till döden. Arten används även som föda av lokalbefolkningen. Salamandern är lagligt skyddad i Mexiko.

## Ekologi
Ambystoma granulosum förekommer i gräsmarker och gles skog över 1 800 m. Den förekommer både i en vanlig, förvandlad form, och en neoten form. Den förvandlade formen tillbringar större delen av tiden på land. Båda formerna leker emellertid i vatten, som tillfälliga dammar och större vattenpölar, konstgjorda vattensamlingar som vattentråg för kreatur, och smärre, fiskfria strömmar.